# Ouran High School Host Club
Ouran High School Host Club (japonsky 桜蘭高校ホスト部, Óran kókó hosuto kurabu; česky Klub společníků óranské střední) je japonská romanticko-komediální manga, kterou napsala a nakreslila Bisco Hatori. Vydávalo ji nakladatelství Hakusenša v časopisu LaLa od září 2002 do listopadu 2010. Mezi srpnem 2003 a dubnem 2011 byla souhrnně vydána v osmnácti svazcích. Společnost Viz Media ji vydala ve svém časopisu Shojo Beat v Severní Americe. Byla vydána i v polštině, a to nakladatelstvím JPF. Příběh mangy sleduje studentku Haruhi Fudžiokovou, která studuje na Óranské střední škole díky stipendiu, a ostatní členy společenského klubu. Zaměřuje se na jejich vztahy a satirizuje klišé a stereotypy, které přetrvávají v šódžo manze.
Na základě mangy vytvořilo studio Bones televizní anime seriál, režíroval jej Takuja Igaraši a byl premiérově vysílán od dubna do září 2006 na televizní stanici Nippon TV. V roce 2011 odvysílala stanice TBS hraný seriál, o rok později bylo vydáno pokračování ve formě filmu. Mimo jiné byl vyvinut společností Idea Factory i vizuální román, který byl vydán v roce 2007.

## Děj
Hlavní postavou je studentka prestižní školy Haruhi Fudžioka. Ta ve snaze najít klidné místo na učení jednoho dne vejde do hudebny č. 3. Ta ale zdaleka není tak klidná, jak vypadá: je to útočiště Óranského hostitelského klubu, školního klubu určeného k „potěšení mladých dívek se spoustou volného času”. Haruhi se podaří v hudebně nechtěně rozbít velmi drahou vázu, a aby mohla splatit vzniklou škodu, je nucena se ke klubu přidat. Tedy přesněji dělat jim pomocníka, služku atd. Díky svému chlapeckému vzhledu se později stane oficiálním členem klubu. Navíc je téměř milována a ochraňována vedoucím klubu Tamakim.